# Кароу Роуд
„Кароу Роуд“ е футболен стадион в английския град Норич. Домакинските си мачове на стадиона играе отборът на ФК Норич Сити. Намира се в източната част на града, недалеч от река Уенсъм.
Кароу Роуд, кръстен на пътя, на който се намира, е построен от Норич Сити през 1935 г. Строежът отнема 82 дни. Преди това клубът е играел на Нюмаркет Роуд, както и на подходящо кръстения стадион Гнездото(англ.The Nest), тъй като прякорът на отбора е „Канарчетата“.
Кароу Роуд е бил ремонтиран много пъти от 1935 насам. От 1992 стадионът е изцяло със седалки. Капацитет му е 27 244, като за последно бяха добавени 1000 нови седалки през 2010 г. Рекордът за посещаемост след 1992 г. е 27 091 в мач от Висшата лига срещу ФК Арсенал Лондан на 28. 11. 2015. Но, когато е имало и правостоящи места рекордът е бил 43 984 в мач за ФА Къп срещу Лестър Сити през 1963 г. Около Кароу Роуд има клубен магазин, обекти за обществено хранене, както и хотел от веригата Holiday Inn.